# Phaedra
Phaedra — пятый студийный альбом немецкой группы электронной музыки Tangerine Dream, вышел в 1974 году; первый альбом группы, изданный на британском лейбле Virgin.
Критик из AllMusic характеризует альбом как «одну из самых важных, искусных и увлекательных работ в истории электронной музыки».

## Характеристика
Это первый альбом, на котором Tangerine Dream стала активно использовать секвенсоры, что впоследствии стало характерной чертой звучания Берлинской школы электронной музыки.
Альбом подвел блестящий и неотразимый итог раннему авангардному творчеству Tangerine Dream, сбалансировав его синтезаторно-секвенсорными технологиями, которые в то время только формировали для себя плацдарм в неакадемических кругах. 
Группа полностью ушла от экспериментального космического звука своих альбомов на Ohr и вместо электронных эффектов поставила в центр звучания синтезаторы. 
Группа окончательно освоила синтезатор Муга, этот альбом также обозначил начало «эры секвенсоров», которая продлится до 1980-х годов.
В основу заглавного трека и «Movements of a Visionary» положена игра Франке на синтезаторе Муга, «Mysterious Semblance at the Strand of Nightmares» отличает красивое соло Фрёзе на меллотроне, а «Sequent C’» — короткая, но запоминающаяся пьеса Петера Баумана на флейте с записанным на пленку эхо.
Основное отличие Phaedra от Atem заключается в том, что звуки здесь более структурированы, более симфоничны (и не формируют столь кошмарное настроение), и временами демонстрирует подобие ритмической структуры.
Картина на обложке альбома написана Эдгаром Фрёзе.

## Признание
Многие специалисты считают Phaedra одним из лучших альбомов Tangerine Dream.
Альбом положил начало международному успеху группы. В Великобритании продажи альбома достигли шестизначных чисел, он поднялся до 15-го места в чарте и продержался там 15 недель, практически без поддержки в эфире. Phaedra получил статус золотого диска в общей сложности в семи странах. В США альбом занял 196-е место.
Пластинка включена в альманах «1001 альбом, который надо услышать, прежде чем умереть». Также она занимает 22-е место в списке «50 величайших прог-рок-альбомов всех времён» журнала Rolling Stone.

## Список композиций
| №  | Название  | Автор(ы)              | Длительность |
| -- | --------- | --------------------- | ------------ |
| 1. | «Phaedra» | Фрёзе, Франке, Бауман | 17:39        |

| №  | Название                                           | Автор(ы)              | Длительность |
| -- | -------------------------------------------------- | --------------------- | ------------ |
| 2. | «Mysterious Semblance at the Strand of Nightmares» | Фрёзе                 | 9:55         |
| 3. | «Movements of a Visionary»                         | Фрёзе, Франке, Бауман | 7:56         |
| 4. | «Sequent C’»                                       | Бауман                | 2:13         |

## Участники записи
- Эдгар Фрёзе — продюсер, меллотрон, гитара, бас, синтезатор VCS3, орган
- Кристофер Франке — синтезатор Муга, синтезатор VCS3
- Петер Бауман — орган, электрическое фортепиано, синтезатор VCS3, флейта

## Позиции в хит-парадах и сертификации
| Хит-парад (1974)                 | Высшая позиция | Пребывание в чарте |
| -------------------------------- | -------------- | ------------------ |
| Австралия (Kent Music Report)    | 13             | нет данных         |
| Великобритания (UK Albums Chart) | 15             | 15 недель          |
| США (Billboard Top LP’s & Tape)  | 196            | 2 недели           |

| Регион | Сертификация | Продажи  |
| --- | ------------ | -------- |
| Великобритания (BPI) | Золотой      | 100 000^ |
| * Данные о продажах приведены только на основе сертификации. ^ Данные о тиражах приведены только на основе сертификации. |              |          |